# Directori Revolucionari Ibèric d'Alliberament
El Directori Revolucionari Ibèric d'Alliberament (DRIA) (oficialment en castellà i gallec: Directorio Revolucionario Ibérico de Liberación, DRIL; i en portuguès: Directório Revolucionário Ibérico de Libertação, DRIL) va ser una organització armada formada en 1959 per exiliats espanyols (sobretot gallecs) i portuguesos per a lluitar contra les dictadures salazarista i franquista. El DRIL tenia dos secretaris generals: Humberto Delgado i Xosé Velo Mosquera (Xunqueira de Ambía), fundador d'organitzacions tals com la Federación de Mocedades Galeguistas o la Unió de Combatents Espanyols Antifranquistes Nacionalistes Gallecs (aquesta última en Veneçuela). Entre els seus membres van destacar el capità portuguès Henrique Galvão i José Fernández Vázquez (Jorge de Sotomayor), ex militant del Partit Comunista d'Espanya i que havia estat comandant de la marina republicana durant la Guerra Civil espanyola.
Les primeres accions armades les va realitzar al febrer de 1960 contra la Casa de la Vila (seu de l'ajuntament) de Madrid i els locals del Movimiento Nacional, també a Madrid, acció en la qual va morir el membre del DRIL José Ramón Pérez Jurado. Al juny de 1960 el DRIL va atemptar contra estacions de tren de Barcelona, Sant Sebastià i Bilbao i contra l'Aeroport de Madrid-Barajas. L'acció més coneguda del DRIA va ser el segrest del vaixell portuguès Santa María, que cobria la ruta Caracas-Lisboa-Vigo, entre el 22 de gener i el 4 de febrer de 1961. Vint-i-quatre membres del DRIA van segrestar el vaixell amb 586 passatgers amb el propòsit d'atreure l'atenció mundial sobre la situació que es vivia a Portugal i Espanya, rebatejant el vaixell com Santa Libertade. Després de converses amb el govern brasiler presidit per Jánio Quadros, els membres del DRIA van deposar les armes i van conduir el vaixell cap a Recife an canvi de rebre l'estatut de refugiats polítics. El vaixell va ser retornat als seus propietaris.
Després del segrest, el DRIA es va sumir en una crisi degut, entre altres coses, a les lluites internes sobre qui havia de liderar l'organització. A pesar d'això el DRIA va continuar realitzant accions esporàdiques fins a 1964. En 2004 es va estrenar un documental, «Santa Libertade»>, dirigit i escrit per Margarita Ledo, narrant el segrest del Santa María. La pel·lícula compta amb la participació de Camilo Mortágua (que tenia 27 anys llavors i era la mà dreta de Galvâo), Federico Fernández (fill del comandant Sotomayor) i Victor Velo (fill de Xosé Velo).